# Jelšovce
Jelšovce (in ungherese Nyitraegerszeg) è un comune della Slovacchia facente parte del distretto di Nitra, nella regione omonima.